# Udórz
Udórz – wieś w Polsce w województwie śląskim, w powiecie zawierciańskim, w gminie Żarnowiec; położona nad Udorką.

## Części wsi
| SIMC    | Nazwa       | Rodzaj    |
| ------- | ----------- | --------- |
| 0226081 | Grobla      | część wsi |
| 0226098 | Joty        | część wsi |
| 0226106 | Karaśnik    | część wsi |
| 0226112 | Łany        | część wsi |
| 0226129 | Podechlinie | część wsi |
| 0226135 | Pohulanka   | część wsi |
| 0226141 | Wymysłów    | część wsi |

## Historia
Pierwsze pisemne wzmianki o osadzie pochodzą z 1257 i 1262 roku, gdy należała ona do uposażenia klasztoru klarysek w Zawichoście, a później w Skale. Od 1354 miejscowość należała do klasztoru miechowskiego, jednak już w 1365 r. bożogrobcy przekazali Udórz Długoszom herbu Wieniawa. Zamek w Udorzu zaczęto wznosić na przełomie XIV i XV wieku, zapewne z inicjatywy ówczesnego właściciela wsi, którym był Iwo z Obiechowa herbu Wieniawa, sprawujący w tym okresie urząd wielkorządcy krakowskiego.
W 1766 roku Romuald Walewski (1738-1812), kapitan wojsk koronnych, ówczesny właściciel dóbr Udórz, dał oblig Józefowi Ostaszewskiemu, burgrabiemu zakroczymskiemu, na 31,000 złotych polskich o dobra Udórz. W 1788 tenże Józef Ostaszewski (1727-1808[wymaga weryfikacji?]), początkowo posesor, był już właścicielem Udorza. Całość tych dóbr nabył od Teodora Wessla, kawalera orderu Orła Białego. W roku 1802 sporządził testament rozporządzając dobrami Udórz i Koryto wartości około 300,000 złotych polskich. Wkrótce potem Udórz przeszedł poprzez jego córkę, Józefę, zamężną z Janem Nepomucenem Kulczyckim, w ręce rodziny Kulczyckich. Józef Ostaszewski zmarł 19 maja 1807[wymaga weryfikacji?] i został pochowany w Pilicy. W 1944 miała tu miejsce potyczka z Niemcami, w wyniku której pojmano trzech żołnierzy Armii Krajowej, w tym Halinę Grabowską.
W latach 1975–1998 miejscowość administracyjnie należała do województwa katowickiego.

## Atrakcje turystyczne

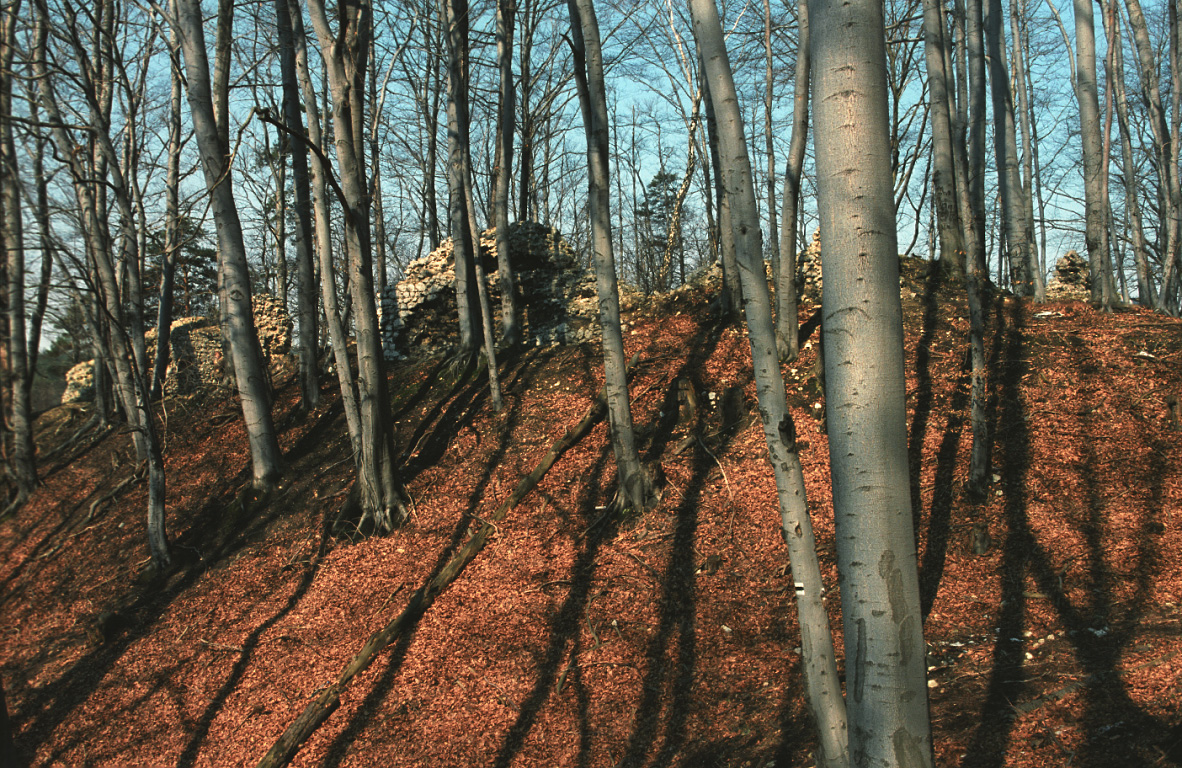
Jedna z części pozostałości zamku w Udorzu

- Tor Wyścigów Konnych „Ibkowa Łąka”

### Stadnina koni
W miejscowości działało Państwowe Gospodarstwo Rolne – Stadnina Koni Udórz. Jednostką nadrzędną była Stadnina Koni Trzebienice (później Stadnina Koni Skarbu Państwa Trzebienice). W 1995 nastąpiło wydzielenie i przekształcenie w spółkę Agencji Nieruchomości Rolnych pod nazwą Stadnina Koni w Udorzu Sp. z o.o.. W 2002 nastąpiła prywatyzacja stadniny.

### Zabytki
- ruiny zamku rycerskiego
- park z końca XIX w.
- drewniane spichlerze (z 1783 i z  1830 r.)